# Cabo López
El cabo López es un importante cabo de la costa noroccidental de África Central, localizado en el extremo de la península de Mandji, de unos 50 km de longitud, que es el límite meridional del delta del río Ogooué. Es el punto más occidental de la costa gabonesa y, oceanográficamente, la Organización Hidrográfica Internacional considera que este cabo es el punto de división entre el golfo de Guinea y el océano Atlántico.
Administrativamente, el cabo y la península pertenecen a la provincia de Ogooué-Maritime de Gabón.

## Historia
El cabo fue descubierto por el explorador portugués Lopo Gonçalves (Lopes Gonçalves) en el siglo XV, que lo bautizó hacia 1473 o 1474 como cabo Lopes Gonçalves.
Fue un lugar de la trata de esclavos en los siglos XVIII y XIX siglos. En 1862, el tratado de cabo López, firmado entre Francia y los representantes de la población local, cedieron la soberanía a Francia sobre el cabo. El cabo López se encuentra ahora en la provincia de Ogooué-Maritime. A escasos kilómetros de distancia se encuentra la ciudad de Port-Gentil.
En la punta del cabo se encuentra el faro del cabo López. Construido en 1911 en acero remachado con una cúpula de cobre, este indicador está apagado desde hace varios años y amenaza con derrumbarse. Sin embargo, es útil como punto de referencia para la navegación en la entrada del puerto petrolero de Cap Lopez.

## Terminal petrolera
La terminal petrolera del cabo López está situada al este de la punta, a 17 kilómetros de Port-Gentil, de donde parte casi todo el petróleo exportado de Gabón. El puerto fue construido durante la colonización francesa en 1957-58. Fue ampliado gradualmente para dar cabida a buques más y más grande: en 1957, el Ronsard tenía un tonelaje de 17.000 toneladas y el Front Champion alcanzó 311.189 toneladas en 2000. Las exportaciones de petróleo de Gabón, que ascendieron a 17 millones de toneladas en 1998, cayeron a 12.5 millones de toneladas en 2003.
En Port-Gentil fue puesta en servicio en 1967 una refinería de la Sociedad gabonesa de refinaje (Société Gabonaise de Raffinage, SOGARA), propiedad de un consorcio liderado por las empresas francesas Total, ExxonMobil y Pizo-shell. Se abastece por un oleoducto que transporta petróleo desde el cabo López. En 1976, se puso en servicio una segunda refinería de la Compañía gabonesa de refinaje (Compagnie Gabonaise de Raffinage, Coger), junto a la refinería de la Sogara. Está destinada a fabricar productos para la exportación.

## Celebridades
- Aquí murió Bartholomew Roberts.